# Parapadna
Parapadna là một chi bướm đêm thuộc họ Erebidae.

## Loài
- Parapadna placospila Turner, 1908
- Parapadna zonophora Turner, 1908